# Naseem Hamed vs. Marco Antonio Barrera
Naseem Hamed vs. Marco Antonio Barrera è stato un incontro di pugilato tra i due pesi piuma Naseem Hamed e Marco Antonio Barrera, disputato il 7 aprile 2001 presso la MGM Grand Arena di Las Vegas, Nevada.
Il match è noto anche come Hamed vs. Barrera: Playing With Fire, per ragioni di tipo promozionale.
Barrera ha vinto l'incontro ai punti al termine delle 12 riprese, con verdetto unanime dei giudici; si è pertanto aggiudicato il titolo di campione mondiale dei pesi piuma IBO ed il titolo lineare. L'evento si rivelò storicamente rilevante, poiché l'allora imbattuto campione indiscusso Hamed perse per la prima volta in carriera.

## Contesto
Il match tra i due pugili era già in programma da diverso tempo, ma vari disaccordi tra loro (tra cui Barrera che non saliva di peso) impedirono il concretizzarsi della sfida fino al 2001. 3 mesi prima, Hamed, che deteneva il titolo WBO dei pesi piuma da quasi cinque anni e lo aveva difeso con successo ben 15 volte, decise di rinunciarvi anziché competere contro l'allora sfidante ufficiale István Kovács. Il motivo di tale rinuncia fu principalmente economico. Tuttavia, poiché non aveva perso sul ring, Hamed era ancora considerato il campione lineare. Barrera era il campione in carica WBO dei pesi supergallo e per la prima volta si è trasferito nella divisione superiore e, di conseguenza considerato sfavorito (le quote del casinò lo davano perdente 3 a 1). Nel gennaio 2001, la data prevista per il 3 marzo è stata annullata e posticipata al 7 aprile, in modo che entrambi i combattenti potessero finalizzare i loro contratti. Per Hamed è stata garantita una borsa di 6 milioni di dollari mentre Barrera ne percepì 2.

## L'incontro
Sin dall'inizio dell'incontro sembrava che Barrera non fosse intimorito da Hamed, cambiando però il suo stile da aggressivo a tecnico e paziente per contrastare così Hamed, che era senza dubbio più veloce di Barrera ma che non riusciva ad avere una supremazia tale da potersi prendere gioco di lui come fece per la maggior parte dei suoi incontri. Barrera tenne la guardia alta e la distanza per l'intero combattimento, senza mai caricare verso Hamed nel tentativo di neutralizzare il suo potente contrattacco mancino. Hamed, che non si aspettava che Barrera prendesse questo approccio, ha avuto problemi a mandare a segno qualunque attacco con Barrera che invece si dimostrò abilissimo nel countig-punching sferrando colpi di risposta ad ogni tentativo di avanzare di Hamed, molti dei quali andarono a segno mettendo Prince in seria difficoltà. Nel dodicesimo e ultimo round, Barrera ha brevemente abbandonato il suo approccio e ha iniziato ad attaccare in modo aggressivo ormai sicuro della vittoria. Hamed, sapendo di essere in svantaggio nelle scorecard, cercò di approfittare dell'aggressività di Barrera che attaccando abbassava la guardia, nella speranza di segnare un knockout. Durante uno di questi momenti, Hamed mancò Barrera con un gancio sinistro, Barrera rispose con un clinch scorretto da dietro chiudendolo all'angolo e per questo gli fu sottratto un punto. Tuttavia, il punto perso non ebbe alcuna incidenza e Barrera ottenne una vittoria decisiva unanime con due punteggi di 115-112 e un punteggio di 116-111. Per Hamed, è stata la sua prima e unica perdita professionale.

## Conseguenze
Dopo l'incontro, Hamed ha espresso interesse per una rivincita, affermando: «Voglio di nuovo Barrera. Ho intenzione di metterlo KO». Hamed da contratto, aveva diritto ad una rivincita che avrebbe dovuto invocare ufficialmente entro due mesi dal primo incontro se avesse voluto affrontare Barrera in una rematch immediato. Tuttavia il tempo utile scadde e Hamed non disse una parola al riguardo. Barrera affrontò successivamente Enrique Sanchez. Hamed invece annunciò nel febbraio 2002 che avrebbe affrontato lo sconosciuto combattente spagnolo Manuel Calvo il 23 marzo 2002, anche se l'incontro è fu successivamente rinviato al 18 maggio. Dopo oltre un anno di inattività, Hamed sconfisse Calvo con decisione unanime e annunciò il suo ritiro dal pugilato.
Il titolo mondiale IBO conquistato da Barrera nell'incontro venne subito lasciato vacante, inizialmente con l'intenzione di tornare nei pesi supergallo, decisione poi abbandonata da Barrera che militò nei pesi piuma fino al 2004.